# Helena Chaniecka
Helena Chaniecka (ur. 23 czerwca 1910 w Krasnojarsku, zm. 3 stycznia 1971 w Krakowie) – polska aktorka teatralna i filmowa.

## Życiorys
Córka Franciszka i Adeli z Witwickich. Po zdaniu w 1928 egzaminu aktorskiego występowała w Teatrze Polskim w Poznaniu, a także w teatrach w Łodzi, Katowicach i Lwowie. W okresie wojennym pracowała jako kelnerka. Po zakończeniu wojny osiadła w Krakowie, występując przede wszystkim w Teatrze im. Juliusza Słowackiego. Ludwik Hieronim Morstin napisał dla niej sztukę Polacy nie gęsi, gdzie zagrała rolę Kasztelanowej. W 1965 otrzymała Nagrodę Ministra Kultury i Sztuki.
Była pierwszą żoną od 23 września 1929 Władysława Hańczy (rozwód para uzyskała w 1948), z którym miała syna Władysława (1932–1966), także aktora.
Pochowana na cmentarzu Rakowickim (kwatera XIIIb - zach - bok. do śc. za gr. Czarneckiego).

## Ordery i odznaczenia
- Złoty Krzyż Zasługi (1956)
- Medal 10-lecia Polski Ludowej (28 stycznia 1955)[5]